# Тигров комар
Тигровият комар (Aedes albopictus) е вид двукрило насекомо от семейството на кръвосмучещите комари (Culicidae) с характерно черно-бяло оцветяване на тялото и крайниците. Произхожда от тропичните и субтропични райони на Югоизточна Азия. През последните няколко десетилетия се разпространява в много други региони на света главно чрез транспортни средства и интензивна търговия.
Тигровият комар може да пренася опасни вирусни и паразитни заболявания по хората и домашните животни, сред които: зика, жълта треска, енцефалит Сейнт Луис, западнонилски енцефалит, чикунгуня, денга, дирофилариоза (по домашните кучета и котки), и други.

## Разпространение
Основният ареал на тигровия комар е Югоизточна Азия. За пръв път прониква в Европа през 1979 г. в Албания със стоки от Китай.
През 1990 – 91 г. е установен в Италия, пренесен със стари автомобилни гуми от САЩ. Разпространява се по цялата територия на страната, включително на островите Сицилия и Сардиния. През 1999 г. е пренесен в Южна Франция и остров Корсика. Следва Белгия през 2000 – 2001 г., Черна гора – 2003 г., Швейцария и Гърция през 2004 г., Испания и Хърватия през 2005 г., Холандия, Босна и Херцеговина и Словения през 2006 г., Германия – 2007 г., Гърция (в близки или граничещи с България области) през 2008 г. и Малта през 2010 г.
През 2011 г. за пръв път е установено наличие на тигров комар в България, в Созопол. През 2014 г. е установено наличието му в Бургас и Пловдив, а до 2016 г. – и в Пазарджик, Варна и Благоевград.
В САЩ е доказан през 1985 г. – щатите Тексас и Мейн, Хавай – 1986 г., в Бразилия, Аржентина и Мексико – 1988 г., Доминиканската република – 1993 г., Парагвай – 1999 г., Панама – 2002 г., Уругвай и Никарагуа – 2003 г. В Южна Африка прониква през 1990 г., в Нигерия – 1991 г., Камерун – 1999 г., Габон – 2006 г., а в Близкия изток – в Ливан и Израел през 2003 г. и Сирия през 2005 г.
Прогнозно математическо изследване, проведено в Европейския център за профилактика и контрол на болестите (ECDC) с използване на нелинеарен дискриминационен анализ показва, че през следващите 10 години тигровият комар ще се разпространи във всички страни по Средиземноморието и в някои страни в Централна и Североизточна Европа.

## Епидемиологично значение
Тигровият комар (Aedes albopictus) е преносител на жълта треска, енцефалит Сейнт Луис, западнонилски енцефалит, чикунгуня, денга и други опасни инфекции. През 2005 – 2006 г. на остров Реюнион (френска територия) от треската чикунгуня са заразени около 266 000 души с 248 смъртни случая. В Европа тази инфекция е установена единствено в италианската провинция Равена през 2007 г. – инфектирани са над 200 души.
Тигровият комар също така е отговорен за разпространението на паразитния кръгъл червей Dirofilaria immitis, причинител на дирофилариозата при кучета и котки. Дирофилариозата е паразитоза, установена е в България, но може да се предава и от други видове комари.

## Генетика
Кариотип: 6 хромозоми (2n)
Геном: 0.62 – 1.66 пг (C value)